# NGC 1927
NGC 1927 is een niet-bestaand object in het sterrenbeeld Orion. Het hemelobject werd op 8 januari 1831 ontdekt door de Britse astronoom John Herschel.